# Wolfgang Funkel
Wolfgang Funkel' (10 de agosto de 1958) es un exfutbolista alemán que se desempeñaba como defensor. Es hermano de Friedhelm Funkel.
Wolfgang jugó dos partidos con Alemania en 1986.

## Premios
Jugador
- Copa de Alemania: 1

KFC Uerdingen 05: 1984-1985

- Supercopa de Alemania: 1

Kaiserslautern: 1991
Nacional
- Bronce: 1

Seúl 1988